# Jim Gray
James Nicholas Gray (cunoscut ca Jim Gray, n. 1944 — dispărut pe mare la 28 ianuarie 2007) a fost un informatician american, laureat al Premiului Turing în 1998 pentru contribuțiile sale în domeniile bazelor de date și prelucrării tranzacțiilor.
1. ↑   https://awards.acm.org/fellows/award-recipients, accesat în 23 iunie 2024 Lipsește sau este vid: |title= (ajutor)